# Végpetri
Végpetri (1899-ig Pitrova, szlovákul: Petrová, ukránul: Pitrova) község Szlovákiában, az Eperjesi kerület Bártfai járásában.

## Fekvése
Bártfától 18 km-re északnyugatra, a lengyel határ mellett fekszik.

## Története
A település a vlach jog alapján soltész általi betelepítéssel keletkezett a 14. század második felében. Első írásos említése 1414-ből származik, a makovicai uradalomhoz tartozott. 1427-ben 15 portáig adózott. 1600-ban 15 ház állt a faluban. 1715-ben 19, 1720-ban 16 háztartása adózott és két malom is működött itt.
A 18. század végén Vályi András így ír róla: „PITROVA. Tót falu Sáros Vármegyében, földes Ura Gróf Aspermont Uraság, lakosai külömbfélék, határja hegyes, és sovány, réttye, legelője, fája is mind a’ kétféle van, harmadik osztálybéli.”
1828-ban 69 házában 526 lakos élt.
Fényes Elek 1851-ben kiadott geográfiai szótárában így ír a faluról: „Petrova, orosz falu, Sáros vmegyében, Gáboltóhoz 1/4 órányira: 15 romai, 510 gör. kath., 13 zsidó lak. Gör. paroch. templom. Savanyuviz források. Erdő. F. u. gr. Erdődy.”
A trianoni diktátum előtt Sáros vármegye Bártfai járásához tartozott.

## Népessége
| Év:            | 1994. | 2004.    | 2014.    | 2024.    |
| -------------- | ----- | -------- | -------- | -------- |
| Emberek száma: | 487   | 671      | 827      | 1001     |
| Eltérés:       |       | +37,78 % | +23,24 % | +21,03 % |

| Év:            | 2023. | 2024.   |
| -------------- | ----- | ------- |
| Emberek száma: | 981   | 1001    |
| Eltérés:       |       | +2,03 % |

1910-ben 432, túlnyomórészt ruszin lakosa volt.
2001-ben 597 lakosából 380 szlovák, 102 cigány és 69 ruszin volt.
2011-ben 772 lakosából 701 szlovák és 55 ruszin.

## Nevezetességei
- Görögkatolikus temploma 1819-ben, Szűz Mária kápolnája 1920-ban épült.